# Leptoiulus marmoratus
Leptoiulus marmoratus är en mångfotingart som först beskrevs av Carl Graf Attems 1895.  Leptoiulus marmoratus ingår i släktet Leptoiulus och familjen kejsardubbelfotingar. Utöver nominatformen finns också underarten L. m. marmoratus.